# Ciguatossina

Struttura chimica della ciguatossina CTX1B

La ciguatossina è una tossina che agisce con attività anticolinesterasica, da ciò ne consegue la sintomatologia da avvelenamento: miosi, blefaroptosi, paralisi della lingua, labbra, laringe, ipotensione, ipersecrezione ghiandolare, vomito, diarrea, intorpidimento delle estremità fino a giungere a paralisi dei muscoli scheletrici e morte per paralisi respiratoria.
È all'origine di una intossicazione alimentare nota come ciguatera e causata dall'ingestione di alcuni tipi di pesce.

## Trattamento
Immediata lavanda gastrica. Atropina  e pralidossima endovena.